# 马尤岛
馬約島（葡萄牙語：Maio）是西非島國佛得角的島嶼，屬於背風群島的一部分，因于1460年5月被葡萄牙人发现而得名“马约”，意为“五月”，長31公里、寬25公里，面積436平方公里，最高點海拔高度436米，主要經濟活動有鹽業、農業和放牧業，島上有機場設施，2010年人口約8,303。